# Yutajea
Yutajea é um género botânico pertencente à família Rubiaceae.